# Каїка червонолобий
Ка́їка червонолобий (Pionopsitta pileata) — вид папугоподібних птахів родини папугових (Psittacidae). Мешкає в Південній Америці. Це єдиний представник монотипового роду Каїка (Pionopsitta). Раніше до цього роду відносили низку інших видів, однак за результатами молекулярно-філогенетичного дослідження вони були переведені до відновленого роду Pyrilia.

## Опис

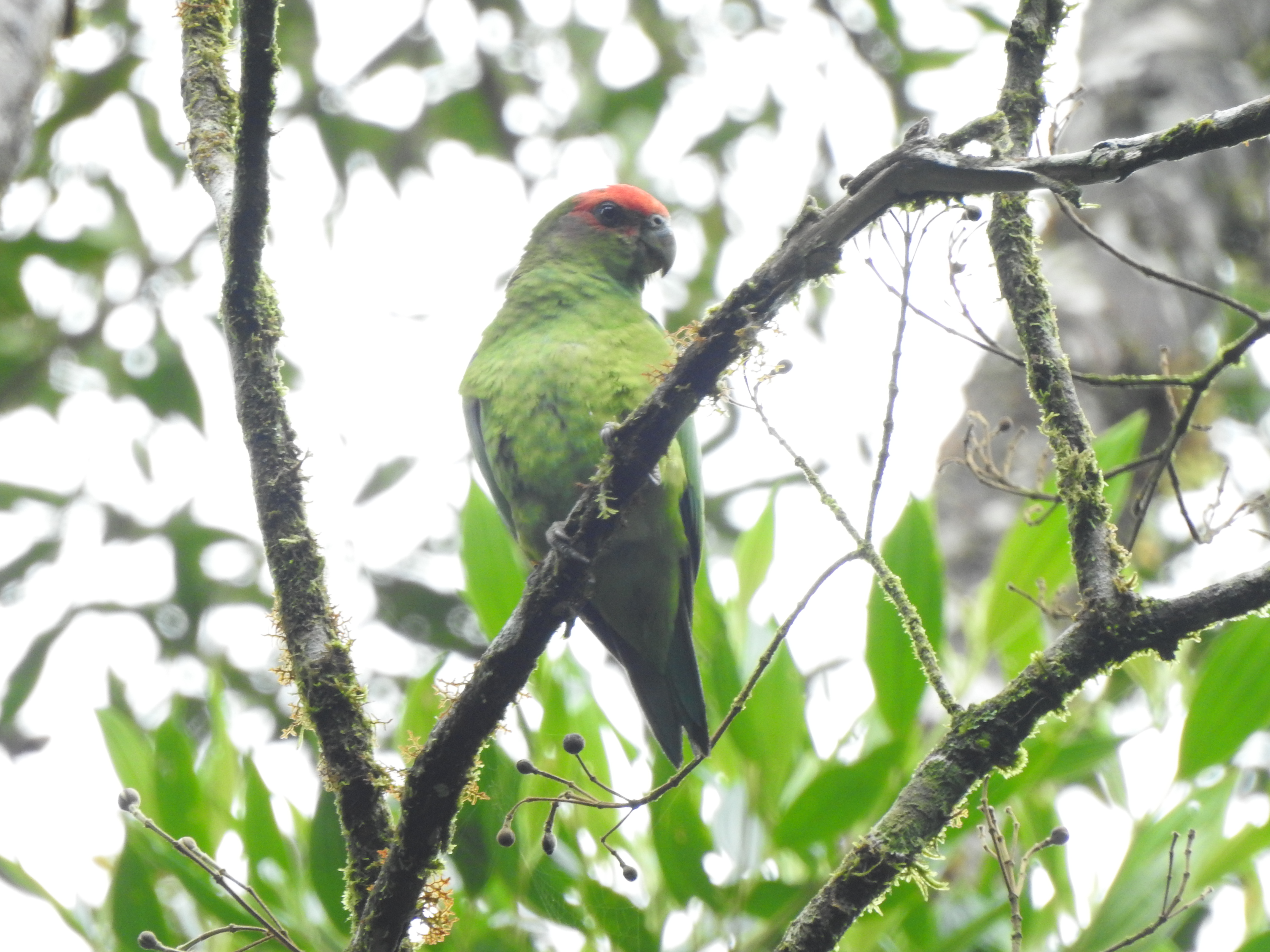
Червонолобий каїка

Довжина птаха становить 22 см, вага 98—120 г. Довжина крила становить 141—152 мм, хвоста 64—76 мм, дзьоба 17—19 мм, цівки 14—16 мм. Самці мають переважно зелене забарвлення, горло у них синювате. На верхній частині голови червона пляма, скроні коричнюваті, шия оливково-зелена. Крила мають фіолетові краї, верхні і нижні покривні пера крил синьо-зелені, стегна і гузка жовто-зелені. Пера на надхвісті зелені з синіми краями, нижні покривні пера хвоста тьмяні, синьо-зелені. Дзьоб сіро-зелений, на кінці роговий, райдужки темно-карі, навколо очей кільця сірої голої шкіри, лапи сірі. У самиць червона пляма на голові відсутня, дзьоб світло-блакитний.

## Поширення й екологія
Червонолобі каїки мешкають на південному сході Бразилії (від південно-східної Баїї до Ріу-Гранді-ду-Сул), на сході Парагваю та на північному сході Аргентини (Місьйонес). Вони живуть у вологих гірських і рівнинних атлантичних лісах, зокрема в лісах бразильської араукарії. Зустрічаються парами або невеликими зграйками, на висоті до 2100 м над рівнем моря. Ведуть кочовий спосіб життя, з травня по вересень мігрують зграями між узбережжям і внутрішніми районами континенту. Живляться плодами, зокрема Euterpe edulis, подокарпусів і пасльону, а також насінням Solanum mauricianum і корою евкаліпта, відвідують фруктові сади. Сезон розмноження триває з листопаду по січень. Гніздяться в дуплах дерев, у кладці 2 яйця, в неволі до 5 яєць. Інкубаційний період триває 23—24 дні, насиджує лише самиця. Пташенята покидають гніздо через 7—8 тижнів після вилуплення.